# Kerttu Niskanenová
Kerttu Niskanenová (* 13. června 1988 Oulu) je finská běžkyně na lyžích. Startovala na sedmi mistrovstvích světa (2011, 2013, 2015, 2017, 2019, 2023, 2025) a na třech olympiádách (Soči 2014, Pchjongčchang 2018, Peking 2022).

## Sportovní kariéra
Kerttu začala brát lyžování vážně až na sportovním gymnáziu Vuokatti. Ve Vuokatti si našla svého prvního osobního trenéra a začala systematicky trénovat. Trenér Esko Paavola byl pro Kerttu v její kariéře velkým přínosem, byl pro ni i důležitou oporou a jistotou, sama říká druhým otcem. Po střední škole ji trénoval ještě několik sezón, ale poté se ji ujal Jussi Piirainen, který byl trenérem národního týmu. Po sezóně 2016/2017, ve které se Kerttu nedařilo, se rozhodla změnit trenéra a požádala zkušeného Pekku Vähäsöyringiho. Po neúspěšném útoku na olympijské medaile, kdy ji zklamalo zejména šesté místo v třicetikilometrovém závodu klasickou technikou, a potížích s přetrénováním a onemocněním na šampionátu v Seefeldu, měnila trenéra po dvou sezónách znovu. Od roku 2019 ji trénuje její partner, pozdější manžel Juho Mikkonen.
Na konci ledna 2021 během závodu Světového poháru ve Falunu pociťovala ochromující bolest nohy, jak se ukázalo, příčinou byla stresová zlomenina lýtkové kosti. Nohu měla šest týdnů v sádře, svaly jí za tu dobu hodně atrofovaly a noha byla mnohem menší než druhá. Přesto se zvládla připravit na olympijský závod v běhu na 10 km klasicky a získala další olympijské stříbro.

## Největší úspěchy
- ZOH 2014: 2. místo ve štafetě a 2. místo v týmovém sprintu (s Aino-Kaisou Saarinenovou), 7. místo ve skiatlonu a 8. místo v 10 km klasicky

### Výsledky na OH
| Rok  | Věk | 10 km | 15 km skiatlon | 30 km hromadný start | sprint | 4 × 5 km štafeta | sprint dvojic |
| ---- | --- | ----- | -------------- | -------------------- | ------ | ---------------- | ------------- |
| 2014 | 25  | 8.    | 7.             | 4.                   | —      | 2.               | 2.            |
| 2018 | 29  | —     | 16.            | 6.                   | 23.    | 4.               | —             |
| 2022 | 33  | 2.    | 4.             | 3.                   | —      | 4.               | 4.            |

### Výsledky na MS
| Rok  | Věk | 10 km | 15 km skiatlon | 30 km hromadný start | sprint | 4 × 5 km štafeta | sprint dvojic |
| ---- | --- | ----- | -------------- | -------------------- | ------ | ---------------- | ------------- |
| 2011 | 22  | 8.    | —              | —                    | —      | —                | —             |
| 2013 | 24  | —     | 12.            | 7.                   | 9.     | 5.               | —             |
| 2015 | 26  | 8.    | 4.             | 4.                   | 7.     | 3.               | —             |
| 2017 | 28  | 6.    | —              | DNF                  | —      | 3.               | 5.            |
| 2019 | 30  | 22.   | —              | —                    | —      | —                | —             |
| 2023 | 34  | 9.    | 5.             | 6.                   | —      | 4.               | —             |
| 2025 | 36  | 9.    | —              | —                    | —      | 4.               | 4.            |

### Výsledky ve Světovém poháru
| Sezóna  | Věk | Sezónní výsledky | Sezónní výsledky | Sezónní výsledky | Sezónní výsledky | Výsledky na Ski Tour | Výsledky na Ski Tour | Výsledky na Ski Tour | Výsledky na Ski Tour |
| Sezóna  | Věk | Celkově          | Distance         | Sprinty          | Nordic Opening   | Tour de Ski          | WC Final             | Ski Tour Kanada      |                      |
| ------- | --- | ---------------- | ---------------- | ---------------- | ---------------- | -------------------- | -------------------- | -------------------- | -------------------- |
| 2007/08 | 19  | neklas.          | neklas.          | —                | —                | —                    | —                    | —                    |                      |
| 2008/09 | 20  | 67.              | 45.              | 55.              | —                | —                    | DNF                  | —                    |                      |
| 2009/10 | 21  | 72.              | 57.              | 58.              | —                | —                    | DNF                  | —                    |                      |
| 2010/11 | 22  | 36.              | 30.              | 40.              | —                | DNF                  | 19.                  | —                    |                      |
| 2011/12 | 23  | 32.              | 27.              | 39.              | 25.              | 16.                  | —                    | —                    |                      |
| 2012/13 | 24  | 11.              | 12.              | 21.              | 12.              | 17.                  | 5.                   | —                    |                      |
| 2013/14 | 25  | 5.               | 3.               | 28.              | 23.              | 5.                   | 4.                   | —                    |                      |
| 2014/15 | 26  | 14.              | 12.              | 41.              | 9.               | DNF                  | —                    | —                    |                      |
| 2015/16 | 27  | 9.               | 6.               | 31.              | 5.               | 5.                   | —                    | 7.                   |                      |
| 2016/17 | 28  | 8.               | 8.               | 37.              | 14.              | 6.                   | 11.                  | —                    |                      |
| 2017/18 | 29  | 10.              | 9.               | 42.              | 19.              | 6.                   | 11.                  | —                    |                      |
| 2018/19 | 30  | 42.              | 21.              | 79.              | —                | —                    | 34.                  | —                    |                      |
| 2019/20 | 31  | 15.              | 11.              | 43.              | 12.              | 11.                  | —                    | —                    |                      |
| 2020/21 | 32  | 28.              | 24.              | 65.              | 9.               | DNF                  | —                    | —                    |                      |
| 2021/22 | 33  | 7.               | 6.               | 25.              | —                | 5.                   | —                    | —                    |                      |
| 2022/23 | 34  | 3.               | 1.               | 22.              | —                | 2.                   | —                    | —                    |                      |
| 2023/24 | 35  | 5.               | 4.               | 17.              | —                | 3.                   | —                    | —                    |                      |
| 2024/25 | 36  | 3.               | 4.               | 29.              | —                | 4.                   | —                    | —                    |                      |

## Rodina
Má dva sourozence. Starší sestra Katri je po vítězství v prvním ročníku finské verze reality show Project Runway v roce 2009 módní návrhářkou. Mladší bratr Iivo rovněž závodí v běhu na lyžích a v Soči 2014 se stal olympijským vítězem ve sprintu dvojic.